# ロック・キャッスル (テネシー州ヘンダーソンヴィル)
ロック・キャッスル(Rock Castle ) は、アメリカ合衆国テネシー州サムナー郡ヘンダーソンヴィルにあるダニエル・スミスの旧邸宅。1784年に建設が始まったがインディアンの攻撃により完成は1791年にまで延びた。この旧邸宅は現在アメリカ合衆国国家歴史登録財に登録され、一般に公開されている。テネシー州所有の史跡であり、テネシー州歴史委員会と提携するフレンズ・オブ・ロック・キャッスルにより営業されている。

## ダニエル・スミス
ダニエル・スミスはダンモアの戦争で大尉、アメリカ独立戦争で大佐、民兵の准将を務めた。また権利章典作成委員会メンバー、南西部領土長官、アメリカ合衆国上院議員でもあった。中部テネシーの測量を行った人物でもある。
1748年、ダニエル・スミスはバージニア州スタフォード郡で双子の1人として生まれた。10月24日、エルボ・ウォレン・バプティスト教会にて洗礼を受け、その5日後に双子の姉または妹であるサラが亡くなった。スミスはメリーランド州ボルチモアに住み、その後トーマス・ウォーカーの家に移り住んだ。トーマス・ジェファーソンの教師とされるウォーカーのもとでスミスは医学や測量を学んだ。ただしジェファーソンとスミスが知り合いであったかどうかは定かではない。
スミスはウィリアム・アンド・メアリー大学でも学んだ。大学の名簿には名前はなく、大学に認定されたバージニア州の測量資格は存在したが学生であったということにはならない。
スミスは大佐としてアメリカ独立戦争に参加し、パトリック・ヘンリーにより法務官に任命された。その後テネシー州ワシントン郡民兵少佐に昇進した。1778年、ダニエル・スミスは道路制定の委員に任命された。1779年、ウォーカーと共にバージニア州とノースカロライナ州の境界制定を命じられた。これは後にケンタッキー州とテネシー州を分割する境界線となった。1778年4月、スミスはワシントン郡保安官に推薦され、同年、関税局長に任命され、同年終盤、Examiner of the Bills of Credit に任命された。1790年、ジョージ・ワシントン大統領は南西部領土のオハイオ川南の領土の長官に任命した。
後にスミスはインディアンとの交渉係となり、テネシー州のチェロキー・インディアンとの交渉の多くに関わった。またスミスは測量士としてテネシー州とケンタッキー州の地図作成を行なった。彼は土地に、州東にあったチェロキー村の名と同じ名の「Tenasee 」または「Ten-ah-see 」と発音する「Tanasi 」と名付けた。テネシー州憲法の草案を作成し、1796年、大陸会議の憲法草案の作成者の1人となった。彼は2回テネシー州選出のアメリカ合衆国上院議員となった。また後にテネシー州の州都となるナッシュビルの測量を行なった。
1773年、彼はサラと結婚した。1783年、アメリカ独立戦争での功績の対価としてヴァージニア州から与えられた、後にテネシー州となる土地に妻と子供2人を連れて移住し、小さなログハウスに居住したがその後間もなく、頻発していたネイティヴ・アメリカンの急襲の1つで焼失した。
近所に住み親友であったアンドリュー・ジャクソンのログハウスの跡地はハンターズ・ヒルに現存している。このログハウスはスミス邸の下流にあり、2階建てであった。スミスはジャクソン退任後空席であったテネシー州選出上院議員となった。ちなみにスミスはジャクソンと義理の親戚である。

## サラ・ミチ・スミス
1755年、サラはメリーランド州で生まれたとされており、言い伝えによると州東岸出身とされている。またバージニア州シャーロッツビル近くのミチ・タヴァーンとゆかりがあるとされている。1700年代中期、一家はアルベマール郡に移住してきた。1772年に同地にて同名のサラ・ミチがウッズという姓の男性と結婚していた記録が残っていることから、スミスとの結婚は再婚である可能性があり、この場合サラは17歳で未亡人となっている。そしてこの1年後にサラはスミスと結婚した。サラが初婚か再婚かに関わらず、スミスがミチ家の領土の多くを測量していたことは事実である。ウォーカーが2人の仲を取り持った。
サラはスミスと結婚し、ヴァージニアの開拓地に住み、ジョージアおよびメリー・アン(愛称ポリー)を授かった。1783年または1784年、4人はテネシー州カンバーランド郡に移住した。10月に到着し、少なくとも最初の冬をログハウスで過ごした。孤独で、インディアンからの攻撃で本当に危険にさらされていた。夫の仕事の都合により、彼女は多くの時間を子供達と3人で過ごした。家族は彼女について「尋常ではない強さと勇気、そしてユーモアを兼ね備えていた」と語った。
家の場所および夫が上院議員となったことから、サラの友人は地位の高い人物が多く、親友はアンドリュー・ジャクソンの妻レイチェル・ジャクソンであった。人里離れた土地であり、ジャクソンとの結婚がスキャンダラスなものであったこともあり、レイチェルにはあまり多くの友人がいなかった。しかし彼女はサラととても親しい友人となり、スミス邸をよく訪れていた。

## ポリー・スミス・ドネルソン
ダニエルとサラの娘であるポリーは女性のたしなみとしてクラフトを学ぶためにフィラデルフィアの学校に進学する予定であった。しかしレイチェル・ジャクソンの5番目の兄であるサミュエル・ドネルソンと恋愛関係になっていたためこの地を離れたくなかった。ポリーの父であるスミスはこの2人の関係を快く思っておらず、駆け落ちを計画および実行した。2人にとって幸いなことに、ドネルソンの義理の兄弟であるジャクソンはロマンティックであった。ジャクソンは彼女のベッドルームの窓から梯子を使って降りるのを手助けした。ジャクソン、ドネルソン、ポリーは川を越え、ジャクソンの邸宅に行くとそこには牧師が待っていて、2人はそこですぐに結婚式を挙げた。後に子が生まれ、レイチェルとジャクソンの保護のもと、ジャクソン邸であるハーミテージで育てられた。

## サラ・ベリー
ロック・キャッスルと同じくアメリカ合衆国国家歴史登録財である、サムナー郡にあるヘイゼル・パスでナニー・スミスとホレイショ・ベリーの間にサラ・クロスビー・ベリーは生まれた。若い時期にピーボディ大学に入学し、1916年、理学士を取得し、その後曽曽曽祖父であるスミス邸であるロック・キャッスルの農場の経営者となった。大学で学んだ知識を活用し、でき得る限り最新の機械および技術を使用した。1918年、『Southern Agriculturist 』誌は彼女をテネシー州最優秀女性農場者に選んだ。また彼女はアメリカ愛国婦人会のメンバーであり、フレンズ・オブ・ロック・キャッスルの創立者でもある。

## 奴隷
ロック・キャッスルの農場には2名の奴隷がいたとされる。イースターという名の奴隷が邸内で家族の使用人を務めていた。彼女は上階の子供達の近くの部屋または夫である「アンクル・アルフレッド」とキャビンで寝泊りしていた。奴隷のリーダーはおそらくチェロキーであるインディアンにさらわれ、東部に連れて行かれた。スミスが上院議員の頃、この奴隷はインディアンの代わりに彼に連絡して、戻るための身代金を要求した。インディアンに900ドルが支払われ、彼は主人であるスミスのもとに戻った。1860年まで、のべ98名の奴隷がいた。1833年、ジョージ・スミスからハリー・スミスに奴隷が売り渡される2通の売渡証が残っている。ここに記載されている奴隷の名は、アイザック、マーティン、チャールズ、チェシャ、ラーキン、アイナ、トビー、ウィルソン、デイヴィッド、ヘンリー、サラ、レイチェル、ジュディまたはジュダ、ベイティ、パトリシアおよび子供2人、ヘンリエッタ、シルヴァまたはシルヴィア、ミッチェル、ダニエル、ジェフリーである。

## 土地および邸宅
1788年、ダニエル・スミスはテネシー州サムナー郡のカンバーランド川およびドレイク川に沿った4,722エーカー (1,911 ha)の土地を入手した。これはアメリカ独立戦争の功績の対価としてノースカロライナ州から与えられたものである。元々所有していた土地と合計すると3,140エーカー (1,270 ha)となる。娘のポリーは父の死後151エーカー (61 ha)の土地を、サラは1,510エーカー (610 ha)の土地を、邸宅を含む残りの土地は息子のジョージ・スミスが引き継いだ。 徐々に土地は売り払われ、現在邸宅の周りの18エーカー (7.3 ha)が残るのみである。
邸宅は元々川の近くにあったが、現在は移転している。周囲には奴隷小屋、冷蔵庫代わりのスプリングハウス、燻製小屋があった。1954年、オールド・ヒッコリー湖が造成され、邸宅の後ろのほとんどの土地が湖となった。燻製小屋は入り江に水を貯めておくため泥をつんでいた。新しいブロックと古いブロックは明らかに違っている。他に馬車小屋、納屋などがあった。
10年から12年間かけて岩を掘り起こして3箇所に分かれた邸宅が建てられ、1784年に完成した。最初の建物は1階にキッチン、2階に寝室、3階に屋根裏部屋のある3階建てであった。家族全員が1つの寝室に一緒に過ごした。耐火性のある石造りの邸宅は火事やネイティヴ・アメリカンの襲来から守るために建てられた。2番目の邸宅も3階建てであった。1階は地下となり、2階はダイニング、3階には4つの屋根窓があったが、その後なくした。どの部屋がどういった用途で使われていたか現在は知ることができない。暖炉はブラック・メープルの木で覆われていた。3番目の邸宅は前面に位置し、もっともフォーマルであった。主寝室があり、下の階には化粧室があった。またスミスの書斎の壁は装飾されている。上階にはジョージの寝室の他に使途不明の部屋があった。この邸宅はテネシー州での初期のフェデラル様式の建造物とされていた。しかし息子のジョージまたはその息子のハリーはフロントポーチを増築し、おそらくその時代に流行していたグリーク・リヴァイヴァル様式に作り変えてしまった。この邸宅の部屋数は全8室であった。
窓ガラス、蝶番、釘など近隣で手に入らない資材は東部から調達した。ブロックの間に使うセメントは石灰モルタルと砂で使用した。岩は交互に積むフランス積みで建立された。屋根は元々松の板を使い、家の周りを白いフェンスが囲い、馬に乗るための台が出入り口に取り付けられていた。フェンスは修繕されながら当時の状態で残っている。
スミスの甥であるスミス・ハンズボロが建設を行なった。彼は現場監督としてスミスに進捗状況だけでなく小麦の育ち具合を手紙で伝えていた。仕事で家を離れている時も状況を把握したかったスミスがおそらく指示したものとされる。
家庭菜園としてハーブを植え、桃の果樹園もあった。スミス家は1ガロン5シリングで売っていたピーチ・ブランデーで地元で有名であった。ハーブは料理や薬として使用していた。スミスは医学を学んでいたため、この菜園は有用であった。彼らが植えていたローズマリーやミントは消化や抑うつを助けるとされている。「花の女王」と呼ばれるダマスク・ローズも植えており、香水として使われたほか火傷の治療などにも使われていた。メインの農場では小麦や綿花を育てていた。

## 墓地
この地にあるスミス家の小さな墓地には50家族以上が埋葬されている。墓全体を覆うほどの大きな台型の墓標はこの地の開拓者でもあるダニエル・スミス、サラ・ミチ・スミス夫妻、そして息子のジョージ・スミスのためのものである。スミスの墓は損傷がはげしいが、それでもまだ刻まれた文字を読むことができる。他に方尖柱およびペディメント型の小さな墓標もある。鉄の扉と石造りのフェンスが墓地の周りを囲んでいる。この石は邸宅に使われたものと同じものである。無料で墓地に入ることができる。

## 博物館
当時のシュガー・チェスト、ブランケット・チェスト、スミスの机、ノースカロライナ州からの土地譲渡証が公開され、スミスの100冊ほどの本が保存されている。またジョージのサイドボードや子孫の振り子時計が邸宅に現存している。邸宅入場料は大人5ドル、高齢者および学生は4ドルである。
ピーチ・ブランデーで有名だったため、桃の果樹園の再生を試みている。桃およびりんごの木はモンティチェロで購入された。2012年、代々伝わる方法での植樹を開始した。それ以前にアメリカ愛国婦人会が桃の植樹を行なったが水不足で失敗した。果樹園は無料で見ることができるが、寄付を募っている。
テネシー州がロック・キャッスルの土地と邸宅を所有し、フレンズ・オブ・ロック・キャッスル社がそれ以外のものを所有している。囚人がヘンダーソンヴィル市警の監視のもと芝生を刈っている。またヘンダーソンヴィル市警は毎週ここで犬のトレーニングや試験を行なっている。これによりヘンダーソンヴィル市民がこの土地を所有して歴史的建造物を保護しているという誇りを持ち、市警と市民の結びつきを強めるものとなっている。
1969年、資産がスミス家の子孫から州に売却された際にフレンズ・オブ・ロック・キャッスルが創立された。スミス家の家系の者のみがメンバーとなっている。サラ・クロスビー・ベリーはメンバーの1人である。全てのメンバーが3年ごとの契約で活動している。現在15名がメンバーとなっており、生涯メンバーを自称するメリンダ・ゲインズは20年以上活動を続けている。多くのメンバーが活動に意欲的である。
博物館として公開される際、テネシー州は何年間かかけて邸宅の修繕を行なった。バスルームの床のコンクリートを剥がし、キッチンに使用した。サラ・ベリーは子供の頃からの思い出のあるこの床の修繕に携わった。家の中央にあったドーマーが取り外されて別のものが取り付けられる予定だったが、あまりにも高価なため当時のものを使用している。
多くの部屋が18世紀後期から19世紀初頭のリージェンシー時代を表現している。ダイニング・ルームを出ると主寝室がある。ここでスミスが寝起きしていたとされるが、元々どういった使途で設計さ れたのか今となっては証拠がなく、現在展示室として使用されている。ドーマーのある部屋はかなり暗く、当時奴隷が使用していたものと考えられる。現在、入場者は8室全てを見ることができる。

## 参照
- Official Historic Rock Castle website
- Sumner County Fact Book 2007-2008. The News Examiner & The Hendersonville Star News. 2007.